# Dennis Canavan

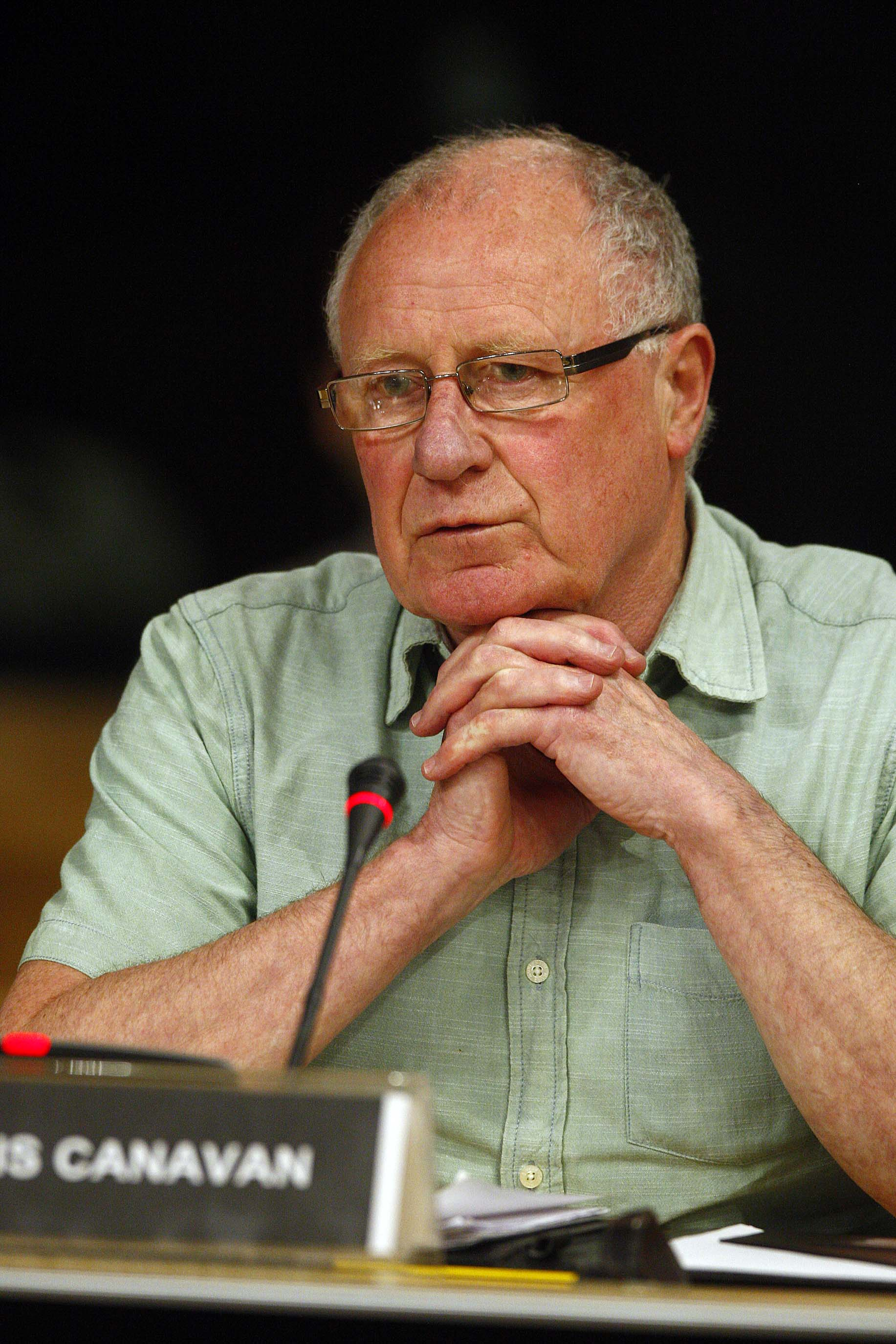
Dennis Canavan

Dennis Canavan (* 1942 in Cowdenbeath) ist ein schottischer Politiker und ehemaliges Mitglied der Labour Party.

## Britisches Unterhaus
Canavan trat erstmals bei den Unterhauswahlen im Oktober 1974 für den Wahlkreis West Stirlingshire an und gewann das Direktmandat knapp vor dem Kandidaten der SNP. Bei den folgenden Wahlen 1979 verteidigte er sein Mandat. Im Zuge der Wahlkreisreform 1983 wurde der Wahlkreis West Stirlingshire aufgelöst. Canavan trat fortan für den neugeschaffenen Wahlkreis Falkirk West an. Er gewann den Wahlkreis bei den Unterhauswahlen 1983 und verteidigte sein Mandat bei den Wahlen 1987, 1992 und 1997.

## Schottisches Parlament
Obschon Canavan ein etablierter Politiker in seinem Wahlkreis war, wurde er bei den Schottischen Parlamentswahlen 1999 nicht für seinen Wahlkreis Falkirk West aufgestellt. Daraufhin verließ Canavan die Labour Party und trat als parteiloser Kandidat an. Er erzielte mit einem Vorsprung von rund 12.200 Stimmen vor dem Kandidaten der Labour Party das beste relative Ergebnis aller Kandidaten und zog in das neugeschaffene Schottische Parlament ein. Bei den Wahlen zum Ersten Minister kandidierte Canavan 1999, 2000 und 2001 und erhielt jeweils drei der 123 Stimmen. Bei den folgenden Parlamentswahlen 2003 zog Canavan erneut souverän mit einem Vorsprung von exakt 10.000 Stimmen vor Michael Matheson von der SNP in das Parlament ein. Ebenso kandidierte er wieder bei den Wahlen zum Ersten Minister und erhielt zwei der insgesamt 127 Stimmen. Zu den Parlamentswahlen 2007 trat Canavan nicht mehr an.
Im Jahr 2010 erschien seine Autobiographie Let the People Decide.